# راستاد
راستاد مقدار پول ثابتی است که در ازای خدمات یا برای پوشش مخارج داده می‌شود و بورس تحصیلی، حق کارآموزی، و حق شاگردی از آن دست است. راستاد با درآمد یا حقوق متفاوت است، زیرا الزاماً به‌منزله‌ی وجه پرداختی در برابر کار انجام‌شده نیست؛ بلکه مبلغی است که شخص را قادر می‌سازد تا جزئاً یا کاملاً از استخدام برای دستمزد یا حقوق بی‌نیاز شود و نقشی را بپذیرد که به‌طور معمول بدون‌حقوق یا داوطلبانه است، یا اندازه‌گیری آن بر مبنای وظایف محوّله امکان‌پذیر نیست (برای مثال روحانیون). پیش از سال ۲۰۰۰ میلادی، قاضی باحقوق در دادگاه بدوی انگلیسی «قاضی راستادی (stipendiary)» نامیده می‌شد تا از «قضات کم‌تجربه (lay)» که بدون حقوق بودند، متمایز باشد.
راستادها معمولاً کم‌تر از مبلغی است که به‌عنوان حقوق ثابت در برابر کاری مشابه انتظار می‌رود، چرا که راستاد با مزایای دیگری هم‌چون حق آموزش، حق غذا، و حق مسکن تکمیل می‌شود.
بعضی مدارس تحصیلات تکمیلی برای کمک به دانشجویان راستاد پرداخت می‌کنند تا زمان و منابع مالی کافی برای کسب مدرک دانشگاهی (یعنی مدارج کارشناسی ارشد و دکترا) داشته باشند. دانشگاه‌ها معمولاً به پول پرداختی به دانشجویان تحصیلات تکمیلی راستاد (نه دستمزد) می‌گویند، تا بازنمایی از مزایای مکمل باشد.